# Josh Ritter
Josh Ritter (Moscow, 21 ottobre 1976) è un cantautore statunitense.

## Biografia
Ritter inizia a scrivere canzoni quando ancora frequenta l'Oberlin College. Il suo stile ha radici nella tradizione della musica folk e delle ballate, e Ritter sente molto l'influenza di Bob Dylan e Leonard Cohen.
Ritter partecipa all'edizione del 2002 del Newport Folk Festival e all'edizione del 2005 dell'Oxegen Festival, ed ha aperto concerti per artisti come Joan Baez e Damien Rice. Di recente, la stessa Baez ha pubblicato la sua versione della canzone Wings.
Nel 2003 esce Hello Starling, che debutta al secondo posto in classifica in Irlanda, nel 2005 il disco viene rimasterizzato ed edito da V2 Records.
Nel 2006 Josh pubblica The Animal Years, seguito nel 2007 da The Historical Conquests of Josh Ritter che hanno ottenuto un buon numero di recensioni positive.
Del 2010 è invece So Runs the World Away che è considerato il suo disco più sofferto 
Nel 2011 pubblica con The Royal City Band un doppio album dal vivo con DVD, Live At The Iveagh Gardens registrato a Dublino.
Dopo l'uscita di un EP (Bringing in the Darlings) nel 2012, nel marzo 2013 esce con un nuovo album The Beast in its Tracks, di fatto un concept-album interamente dedicato alla fine del proprio matrimonio.

## Discografia

### Album
- Josh Ritter (1999)
- Golden Age of Radio (2001) (Signature Sounds, USA; RMG in Irlanda)
- Hello Starling (2003) (Signature Sounds, USA; Independent/RMG in Irlanda)
- Hello Starling (riedizione, 2005) (V2 Records, USA)
- The Animal Years (2006) (V2 Records)
- The Historical Conquests of Josh Ritter (2007) (V2 Records)
- So Runs the World Away (2010)
- Live at The Iveagh Gardens (come Josh Ritter & The Royal City Band, 2CD+dvd) (2011)
- The Beast in its Tracks (2013)
- Sermon on the Rocks (2015)
- Fever Breaks (2019)
- Spectral Lines (2023)

### EP
- Come and Find Me Remix EP (2002) (Signature Sounds, USA; Independent Records in Irlanda)
- 4 Songs Live EP (2005) (V2 Records)
- Good Man EP (18-08-2006, solo Irlanda)
- Live at The Record Exchange EP (30-01-2007)
- To the Yet Unknowing World (8-02-2011)
- Bringing in the Darlings (21-02-2012, in Irlanda 17-02-2012)